# Лійка поглинання
Лійка поглинання (рос. воронка поглощения; англ. absorbtion cone, нім. Absorptionstrichter m) — лійкоподібне підвищення поверхні безнапірних або напірних вод (рідини), подібне до лійки депресії тиску, поверненої вершиною вгору, що утворена навколо свердловини, колодязів тощо при поглинанні значної кількості води (рідини).
Син. — воронка поглинання.